# 基斯维尔 (密苏里州)
基斯维尔（Keytesville）位于美国密苏里州北部，是沙里顿县的县治。